# マイケル・フェリプス
マイケル・フェリプス（1996年12月3日 - ）は、オランダのサッカー選手。ポジションはGK。FCフローニンゲン所属。

## 経歴
2014年にFCトゥウェンテのトップチームに昇格するも、出場が無いままスパルタ・ロッテルダムに移籍した。2017年5月14日のゴー・アヘッド・イーグルス戦でデビュー。
2018年7月1日、KVメヘレンに移籍した。
2019年8月8日、プレミアリーグに復帰を果たしたシェフィールド・ユナイテッドFCに4年契約で移籍した。
2022年1月11日、エールディヴィジのフォルトゥナ・シッタートに2021-22シーズン終了までレンタル移籍することが決まった。シーズン終了後、フォルトゥナ・シッタートが買取オプションを行使し3年契約で完全移籍となった。2022-23シーズンはFCフローニンゲンへレンタル移籍することとなった。